# Lopadi
Lopadi est un village située dans la commune de Partiaga, province de la Tapoa dans la région de l'Est au Burkina Faso.lopadi ou les infrastructures sont moins développés est aujourd'hui sous l'emprise terroristes depuis 2021. Cette partie de l'Est où la population vivent que de l'agriculture 'n'ont plus accès à leur terre à cause de l'insécurité,tous les jeunes ont fuit de ce village pour pour être a l'abri,et la recherche des meilleurs conditions de vie.
Lopadi ou les infrastructures avaient commencé à mettre en place ,les populations n'avaient plus besoin de rejoindre le village de KALBOULI pour se faire soigner ,en plus les populations n'avais plus besoin de puiser l'eau de puis pour boire ,yavais des fontaine partout dans le village enfin sur le plan éducatif ,le village étais bien placé pour ce système éducatif avec des enseignants vraiment qualifié qui donner vraiment le meilleur d'eux !! Mais actuellement depuis 2021 jusqu'a maintenant 2025 cette partie est menacé par cette guerre barbare incessante ou tout est remis en cause , l'éducation ,la santé des populations ,la vie des populations .

## Santé et éducation
Le centre de soins le plus proche de Lopadi est le centre de santé et de promotion sociale (CSPS) de Partiaga.